# Ghemical
Ghemical es un paquete de software de  química computacional escrito en C++ y publicado bajo licencia GNU. 
El programa tiene una interfaz gráfica de usuario basada en GTK+ que se puede compatibilizar con modelos mecánicos cuánticos y  moleculares cuánticos.

## Características
Ghemical se basa en un código externo que permite la realización de cálculos relacionados con mecánica cuántica.
El software ofrece la posibilidad de estudiar la geometría molecular, y provee numerosas herramientas que facilitan las tareas de simulación de estructuras y visualización 3D.
El sistema experto de Ghemical se basa en Open Babel, el cual proporciona la funcionalidad en las tareas de modelización (átomos, y exportación de archivos de formato químico).

## Versiones
Existe una versión optimizada del software, creada en la Universidad de Iowa: Ghemical-GMS, el cual utiliza el programa GTK-Gamess.
Este paquete se puede correr en diferentes sistemas operativos como son Windows, Ubuntu y MacOSX.